# Pastoris
Pour plus de détails, voir Fiche technique et Distribution.
Pastoris est un film dramatique espagnol sorti en 2024, réalisé par Pablo Moreno.

## Synopsis
Un homme passé pour mort pendant la guerre d'indépendance espagnole revient au pays, mais ne trouve pas sa place. Il s'engage comme berger et fait la transhumance, aux frontières de l'Estrémadure, au sud de Salamanque. Son voyage est autant géographique qu'intérieur.

## Fiche technique
- Titre original espagnol : Pastoris
- Réalisateur : Pablo Moreno
- Scénario : Pablo Moreno
- Musique : Oscar M. Leanizbarrutia
- Société de production : Stellarum Films
- Pays de production :  Espagne
- Durée : 108 min
- Date de sortie : 
  - Espagne : 23 octobre 2024 (Festival international du film de Valladolid)[2],[3]

## Distribution
Sauf indication contraire, les informations mentionnées dans cette section peuvent être confirmées par la base de données cinématographiques IMDb,  présente dans la section « Liens externes ».
- Sergio Cardoso : Domingo
- Marian Arahuetes : Justa
- Laura Contreras : Ricarda
- Antonio Reyes : Señorito Juan
- Daniel Blasco : voyou
- Pepe Carrasco : voyou
- Raúl Escudero : collectionneur
- Dani Gómez : enfant voleur
- Alberto Hernández : voyou
- Juan Carlos Mangas: homme croisé en chemin
- Sergio Montero : bandit
- Carlos Pinedo : chasseur
- Denis Rafter: vieux jardinier
- José María Rueda : Cisquero
- Assumpta Serna : aubergiste
- Juan Carlos Sánchez : homme plus âgé
- Popy Vegas : jardinière
- Antonio Velasco: tavernier